# جاي س. براندي
جاي س. براندي (بالإنجليزية: J. C. Brandy)‏ هي عازفة قيثارة وكاتبة أغاني وممثلة بريطانية، ولدت في 15 نوفمبر 1975 في لندن في المملكة المتحدة.

## وصلات خارجية
- جاي س. براندي على موقع IMDb (الإنجليزية)
- جاي س. براندي على موقع قاعدة بيانات الفيلم (الإنجليزية)